# Fawlty Towers
Fawlty Towers es una comedia de situación británica producida por la cadena BBC y emitida por primera vez en BBC2, la segunda cadena de la BBC, en 1975. A pesar de grabarse únicamente doce episodios, Fawlty Towers ha tenido una influencia larga y duradera en series posteriores.
La acción se desarrolla en un hotel ficticio llamado Fawlty Towers en la localidad de Torquay, en el condado de Devon, en la llamada «Riviera inglesa». Fue escrita por John Cleese y Connie Booth, interpretando los personajes principales el propio Cleese (Basil) y Booth (Polly, la camarera). Se emitió en dos temporadas, la primera (1975) fue dirigida por John Howard Davies y la segunda (1979) por Bob Spiers, ambas producidas por Douglas Argent.
Fawlty Towers ocupa la primera posición en la lista de los cien mejores programas de televisión británicos escogidos por el Instituto Británico de Cine (BFI) en 2000, votado por profesionales de la industria. También fue votada como la «5.ª Mejor Sitcom de Bretaña» en la encuesta de la BBC de 2004.

## Orígenes
Fawlty Towers se inspiró durante la estancia de los Monty Python en un hotel de Torquay en mayo de 1970 para filmar algunas escenas exteriores para algunos sketches de Monty Python's Flying Circus. Cleese y Booth se quedaron hospedados en el hotel después de haber finalizado los rodajes. Durante la estancia, el comportamiento del propietario del establecimiento, Donald Sinclair, tuvo frecuentes exabruptos. En una ocasión, le tiró de mala manera un panfleto con el horario de autobús a un cliente que le pidió la hora de llegada de éste, y en otra puso una mochila del actor Eric Idle en el patio, bajo la sospecha de que contenía una bomba. Pese a la insistencia de John Cleese de que no era así, el dueño del hotel, de manera enérgica, tomó la mochila y la arrojó detrás de un muro que había en el jardín. Lo que contenía la mochila era un reloj despertador. También criticaba los modales de mesa del estadounidense Terry Gilliam por ser «demasiado estadounidense»; decía que tenía el tenedor en la «mano equivocada» mientras comía, inspirando posiblemente el episodio de la serie llamado Waldorf Salad.
John Cleese era guionista de la serie británica Doctor en casa (Doctor in the House), producida por London Weekend Television para la cadena ITV, y desarrolló el personaje en un episodio de Doctor at Large titulado Sin sensación de enfermedad, sobre un agresivo e incompetente director de hotel de una pequeña localidad, que se emitió el 30 de mayo de 1971. El productor de Doctor, Humphrey Barclay, sugirió a Cleese que un hotel y un hotelero como ese serían ingredientes ideales para una serie completa. Al principio Cleese no estaba tan seguro, pero aun así guardó la idea en su mente.
Hasta 1970 los propietarios de las casas que bordeaban la orilla del mar tenían reputación de firmeza e intransigencia. Cleese también parodió el contraste entre el dogma organizacional y servicio sensible al cliente en muchas cintas de video de prácticas personales publicadas con serios propósitos por su compañía Video Arts.
A mediados de la década de 1970, Bill Cotton, directivo de Light Entertainment de la BBC, después de la grabación de los primeros capítulos comentó que «la serie era un ejemplo primario de la relajada actitud de la BBC para intentar sacar nuevos formatos de entretenimiento y animar a producir nuevas ideas». 
Afirmó, además, que cuando leyó los primeros guiones no vio nada divertido en ellos, pero confió en que Cleese sabía lo que estaba haciendo y dio carta blanca para las series. Además, dijo que los canales comerciales, con su grado de énfasis de audiencia, nunca habrían dejado que la serie llegase hasta escenarios de producción basándose en los guiones.
Los escritores Cleese y Booth estaban casados durante la primera temporada (1975). A lo largo de la segunda temporada (1979) se divorciaron, después de diez años de matrimonio.
Uno de los personajes más entrañables de la serie es Manuel, el inmigrante español de Barcelona, que trabaja como camarero. Su ingenuidad natural y dificultad con el idioma inglés hacen que provoque confusiones y enredos continuamente. Sobre el pobre Manuel recaen los abusos verbales y físicos que le propina su jefe Basil. Ello se refleja en una de la frases míticas de la serie, que es la que utilizan los británicos para referirse al estrambótico comportamiento de Manuel: «He´s from Barcelona» («Él es de Barcelona»). Incluso él mismo, cada vez que no entiende algo o mete la pata, suelta la popular retahila de «I know nothing I come from Barcelona» («Yo no sé nada, vengo de Barcelona»). También usa frecuentemente las palabras en español «sí» y «¿qué?». En su momento, esta caracterización fue tildada como racista y xenófoba. En realidad el personaje refleja los prejuicios de los anglosajones hacia los españoles y hacia los inmigrantes extranjeros en general. En la versión que se emitía en España se cambió la nacionalidad de Manuel y pasó a ser italiano, y en Cataluña Manuel era un mexicano. El actor que interpreta a Manuel, Andrew Sachs, es un alemán de origen judío. Sachs le preguntó si podía interpretar al personaje a Manuel como un alemán, ya que fueron sus verdaderas raíces nativas auténticas, pero Cleese se negó cortésmente.
Los otros personajes son interpretados por Prunella Scales (Sybil Fawlty), Ballard Berkeley (Major Gowen), Brian Hall (Terry el Chef), Gilly Flower y Renee Roberts (las señoritas Miss Tibbs & Miss Gatsby).

## La serie en España
La serie iba a ser originalmente emitida en España por Televisión Española en 1981. El primer capítulo fue emitido por la primera cadena el 3 de febrero de ese mismo año. En el doblaje de TVE, Manuel pasó a ser italiano y a llamarse Paolo. No obstante, los problemas que suponían el doblaje y la adaptación del personaje de Manuel parecieron confundir tanto a TVE que la llevaron a retirar la serie de la programación sin previo aviso el día 10. Sin embargo, la serie sería emitida completa a partir de 1986 por la TV3 catalana y la ETB vasca. En Cataluña, Manuel conservó su nombre pero se volvió mexicano, y en el País Vasco Manuel conservó tanto su nombre como su nacionalidad original.

## Listado de episodios
A continuación se presenta la lista completa de los doce episodios de la serie, indicando el título tanto en la traducción al castellano como en el original inglés.

### Primera temporada (1975)
1. Un toque de clase (A Touch of Class)
2. Los obreros (The Builders)
3. La boda (The Wedding Party)
4. Los inspectores (The Hotel Inspectors)
5. Noches gastronómicas (Gourmet Night)
6. Los alemanes (The Germans)

### Segunda temporada (1979)
1. Problemas de comunicación (Communication Problems)
2. El psiquiatra (The Psychiatrist)
3. La ensalada Waldorf (Waldorf Salad)
4. El arenque y el cadáver (The Kipper and the Corpse)
5. El aniversario (The Anniversary)
6. Basil, la rata (Basil the Rat)